# Samuel Beckett
Samuel Barclay Beckett (/ˈsæmju‿əl ˈbɑːɹkli ˈbɛkɪt/; Foxrock, 13 de abril de 1906-París, 22 de diciembre de 1989) fue un dramaturgo, novelista, crítico y poeta irlandés, uno de los más importantes representantes del experimentalismo literario del siglo XX, dentro del modernismo anglosajón. Fue igualmente figura clave del llamado teatro del absurdo y, como tal, uno de los escritores más influyentes de su tiempo. Escribió sus libros en inglés y francés, y fue asistente y discípulo del novelista James Joyce. Su obra más conocida es el drama Esperando a Godot.
Su obra es fundamentalmente sombría y tendente al minimalismo y, de acuerdo con ciertas interpretaciones, profundamente pesimista (hasta nihilista) acerca de la condición humana. De esta forma, con el tiempo sus libros se hicieron progresivamente más crípticos y breves. Su pesimismo viene, sin embargo, atemperado por un particular sentido del humor, entre negro y sórdido (véase Comentarios sobre el autor).
Según su traductora al español, Antonia Rodríguez-Gago, «Beckett destruyó muchas de las convenciones en las que se sustentan la narrativa y el teatro contemporáneo; se dedicó, entre otras cosas, a desprestigiar la palabra como medio de expresión artística y creó una poética de imágenes, tanto escénica como narrativa».
La obra de este autor se estudia principalmente desde el punto de vista de la literatura y el teatro, pero también de la filosofía, el psicoanálisis, la traductología, la música y los medios audiovisuales.
En la Encyclopedia of World Literature in the 20th Century se lee: «Todo el trabajo de Beckett retrata la tragicomedia de la condición humana en un mundo sin Dios, sin ley y sin sentido. La autenticidad de su visión, la sobria brillantez de su lenguaje (en francés e inglés) han influido a jóvenes escritores de todo el mundo».
Fue galardonado con el Premio Nobel de Literatura en 1969 «por su escritura, que, renovando las formas de la novela y el drama, adquiere su grandeza a partir de la indigencia moral del hombre moderno». En 1961 había recibido asimismo el "Premio Formentor" otorgado por el Congreso Internacional de Editores, junto a Jorge Luis Borges.

## Biografía

### Años de formación
Samuel Beckett nació en Foxrock, un barrio residencial de Dublín, el 13 de abril de 1906. También se ha apuntado que la fecha podría ser el 13 de mayo. El padre de Beckett, William Beckett, era aparejador, y su madre, May Roe, enfermera de profundas convicciones religiosas; «casi cuáquera», en palabras del escritor. Mientras que su hermano mayor, Frank, era un niño robusto y plácido, Samuel era delgado, enfermizo y lloraba constantemente. De hecho, el escritor no guardaba buenos recuerdos de su niñez: «Yo tenía escaso talento para la felicidad».
Se ha dicho que la familia Beckett (originalmente Becquet) era de ascendencia hugonote, y que se trasladó desde Francia a Irlanda tras la revocación del Edicto de Nantes (1685). Esta teoría, sin embargo, se considera improbable. En cualquier caso, los Beckett eran una familia acomodada que pertenecía a la Iglesia de Irlanda (anglicana). Así, la Enciclopedia Británica destaca su condición de anglo-irlandés. La casa familiar, "Cooldrinagh", en la avenida Kerrymount, de Foxrock, era una gran mansión con jardín y pista de tenis. Fue construida en 1903 por el padre de Samuel. La casa y el verde entorno —por el que Samuel solía pasear con su padre—, incluyendo un hipódromo, y las estaciones de tren de Foxrock y Harcourt Street, situada ésta al término de la ciudad, aparecen con frecuencia en sus libros.

A los cinco años Beckett asistía ya a clase de preescolar, donde empezó a aprender música. Posteriormente acudió a la Earlsford House School, en el centro de la ciudad. En 1919, pasó a la Portora Royal School, donde ya estudiaba su hermano mayor, Frank. Dicha escuela, situada en la localidad de Enniskillen (condado de Fermanagh), todavía existe; a la misma, medio siglo antes, había asistido otro irlandés ilustre, Oscar Wilde.

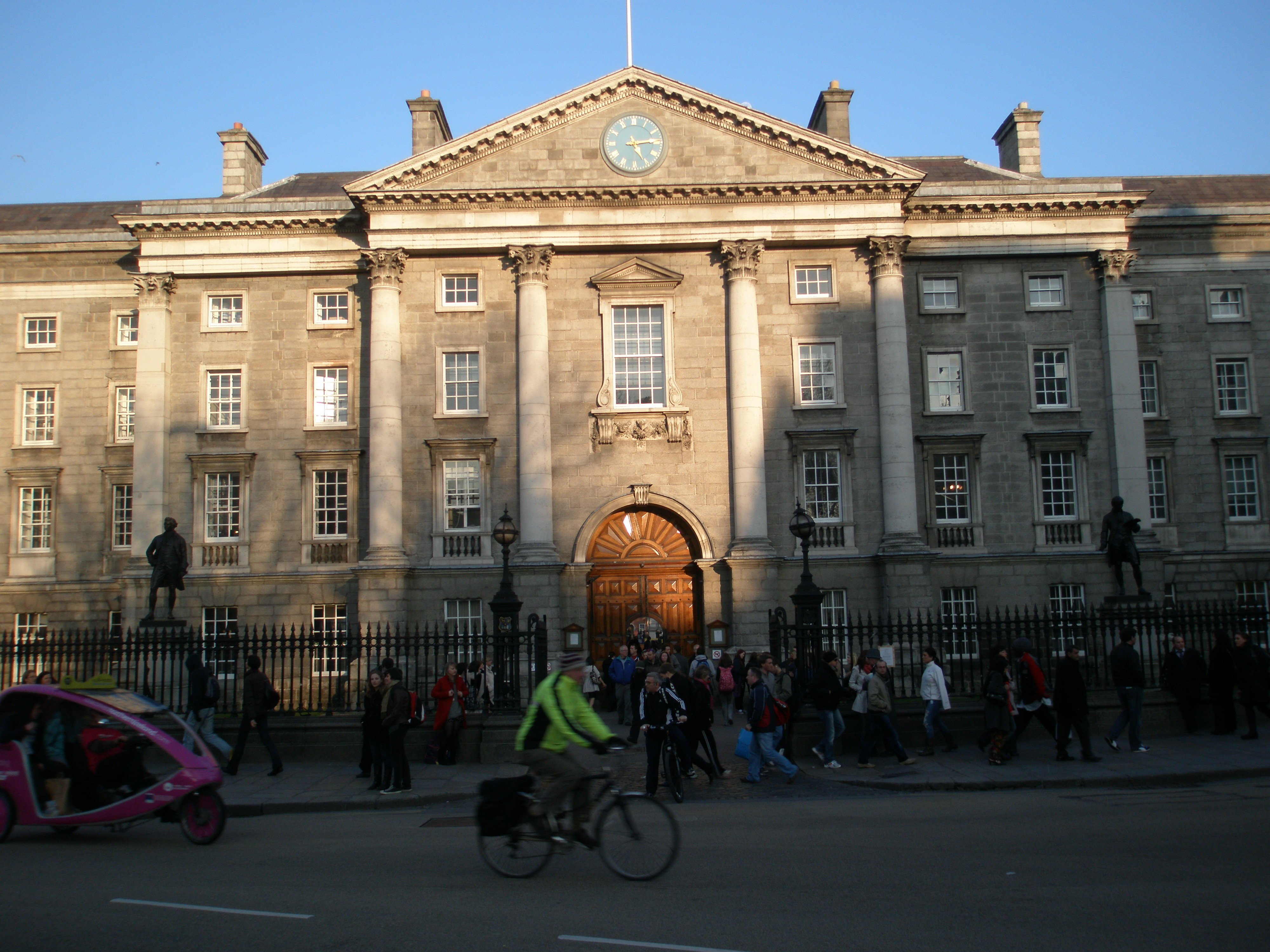
El Trinity College en la actualidad.

Beckett fue un gran deportista, excelente jugador de rugby, tenis y cricket. Durante su etapa de estudiante en el Trinity College de Dublín, representó varias veces a la universidad en este último deporte. Así, es el único premio Nobel que aparece en el Wisden Cricketers' Almanack, considerado la “biblia del cricket”. Fue asimismo un gran aficionado al ajedrez, lo que se trasluce en varias de sus obras.
Según su más importante biógrafo, James Knowlson, las aficiones culturales del irlandés comprendían la historia, la música y la pintura, materias en las que era considerado un experto.

### Juventud, primeros escritos
Beckett estudió francés, italiano e inglés en el Trinity College de Dublín, entre 1923 y 1927, siendo considerado alumno muy brillante. Uno de sus tutores fue A. A. Luce, filósofo especializado en Berkeley. Otro de sus profesores fue Thomas B. Rudmose-Brown, también poeta, quien le da a conocer a Racine y a Dante y lo introduce en el mundo literario francés, poniéndolo en contacto con Valery Larbaud y otros escritores. En su etapa de estudiante se hace asiduo del teatro, quedando pronto fascinado por las ideas innovadoras de Pirandello. También disfruta con el cine cómico de Charlot, Buster Keaton y El gordo y el flaco (más tarde, se haría fan acérrimo de los Hermanos Marx). Beckett se licenció en filología moderna y, tras impartir clases brevemente en el Campbell College de Belfast, aceptó el puesto de lecteur d'anglais (lector de inglés) en la École Normale Supérieure de París, que, a la fecha, podía considerarse el centro intelectual de Europa.

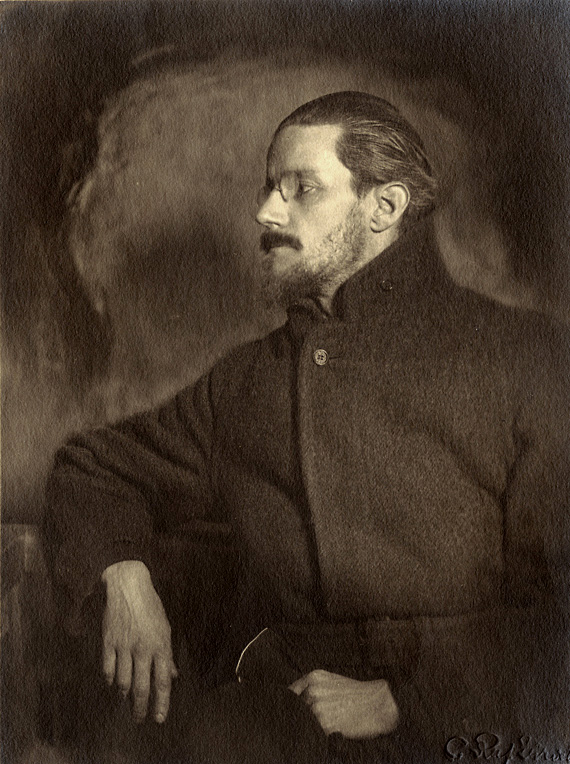
James Joyce, amigo y mentor de Beckett.

#### Relación con los Joyce
Allí participó activamente en tertulias y actividades culturales, y trabó pronto amistad con su ya célebre compatriota, el escritor James Joyce, quien le fue presentado por el poeta Thomas MacGreevy, amigo de Beckett que también trabajaba en la École. Beckett hablaría después de las proporciones épicas del autor de Ulises, y de su obra afirmaría que era heroica: «Œuvre héroïque». Este encuentro tendría consecuencias decisivas para el joven Beckett, que se convirtió en asistente de Joyce, principalmente en la labor de investigación para su última gran obra, que años después se titularía Finnegans Wake. Beckett y Joyce, ambos dublineses, compartían además el hecho de ser expertos lingüistas y el interés por Dante y el experimentalismo literario.
En las vacaciones de verano de 1928, de regreso en Dublín, Beckett mantuvo su primera relación seria con una mujer, su prima de diecisiete años, Peggy Sinclair, pero el noviazgo apenas se prolongó unos meses.
En 1929, Beckett publicó su primer escrito, un ensayo crítico titulado Dante...Bruno. Vico... Joyce. Dicho ensayo defiende el trabajo y el método de Joyce, principalmente contra las acusaciones de inextricable y licencioso. El ensayo constituyó la aportación de Beckett a Our Exagmination Round His Factification for Incamination of Work in Progress, libro de estudios joyceanos que incluía trabajos de Thomas MacGreevy, Eugene Jolas, Robert McAlmon y William Carlos Williams, entre otros.
En ese tiempo, Beckett mantuvo una relación con Lucia Joyce (pronunciado Luchía, a la italiana), la hija del escritor. La llevaba a veces a cenar o al teatro. Lucia se enamoró perdidamente de él pero, en mayo de 1931, Beckett le dijo francamente que el principal motivo que tenía para visitar su casa era ver a su padre. Esto sumió a la joven en la desesperación, y acusó a su madre de la ruptura. Lucia acabaría padeciendo esquizofrenia. Las relaciones de Beckett con Joyce y su familia se extinguieron tras lo ocurrido, y el alejamiento de Joyce afectó profundamente al primero, quien confesó a su amiga Peggy Guggenheim que estaba muerto y que no tenía sentimientos humanos; esa era la razón por la que no había sido capaz de enamorarse de Lucia. Joyce y Beckett se reconciliarían al cabo de un año.
Joyce valoraba en Beckett la sutileza y originalidad de sus ideas. Una vez escribió a su hijo que Beckett tenía talento, cumplido que no solía hacer a nadie. Años más tarde, tras la publicación de la novela Murphy, de Beckett, Joyce deleitó a su amigo citando de memoria una escena entera de la misma. Samuel, para agradecerlo, le dedicó un poema humorístico. De esa época proviene la leyenda de que Beckett había trabajado como "secretario" de Joyce, cosa que aquel desmintió: «No hay nada más lejos de la verdad. [...] Lo que ocurrió sencillamente es que, cuando la vista de Joyce empezó a debilitarse, casi todos sus amigos le ayudaron. Yo fui solo uno de ellos. Le hacía a veces algunos recados o le leía en voz alta. Le buscaba los libros que le interesaban y le leía algunos pasajes».

#### Primeras publicaciones
En junio de 1929, Samuel publicó su primer relato breve, "Assumption" ("Conjetura"), en la revista literaria de Jolas llamada transition (en minúscula). Esta revista, de tendencia fuertemente vanguardista, así como los escritores y artistas que colaboraban en ella, influyeron decisivamente en el nacimiento de la vocación literaria de Beckett. Al año siguiente ganó un pequeño premio literario con su atropellado poema Whoroscope, escrito a partir de la lectura de una biografía de René Descartes. Aparte de la de Descartes, otra importante influencia recibida por Beckett fue la del filósofo cartesiano flamenco del siglo XVII Arnold Geulincx, quien indagó siempre en las relaciones entre las partes espiritual y física del hombre.
En 1930, Beckett regresó al Trinity College como profesor, pero pronto sintió que se enfriaba su vocación académica. Expresó dicha aversión leyendo un artículo hiperculto en la Modern Language Society, de Dublín, en el que ridiculizaba la pedantería profesoral. Beckett renunció a su puesto en el Trinity al final de 1931, dando así por concluida su breve carrera académica. Conmemoró este hito crucial de su vida a través de un poema: "Gnome", inspirado en su lectura de Los años de aprendizaje de Wilhelm Meister, de Goethe. El poema sería publicado en 1934, en la revista Dublin Magazine.
Tras dejar el Trinity, el autor empezó a viajar por Europa, trabajando en cualquier cosa para subsistir. Se dice que en estos años no rehuyó el trato con personajes de toda laya, incluso de los bajos fondos, algunos de los cuales le servirían posteriormente de modelo para sus personajes más decadentes. Pasó un tiempo en Londres, donde publicó, en 1931, Proust, un estudio crítico, breve y agudo, sobre el novelista francés Marcel Proust. Beckett nunca quiso traducir esta obra al francés, por considerar que eso constituiría un «insulto a Proust». En esta obra afirma Beckett que la obra de arte «no es ni creada ni elegida, sino descubierta, destapada, excavada, porque preexiste en el artista como ley de su naturaleza. [...] El deber y la misión de un escritor (no de un artista, sino de un escritor) son los de un traductor». También se aprecia en ella la influencia de Proust en Beckett: los protagonistas de ambos aparecen siempre como víctimas del monstruo del tiempo y tienden a refugiarse de las penalidades de la vida en la costumbre y la rutina más pedestres. Beckett, sin embargo, descreía del poder redentor del arte preconizado por el francés.

#### Never properly born
En 1933, a consecuencia de la muerte de su padre, necesitó tratamiento psicológico. Fue atendido durante dos años en la Tavistock Clinic por el Dr. Wilfred Bion, quien le animó a asistir a una conferencia de Carl Jung. Esta conferencia le causó un gran impacto emocional, tanto fue así que Beckett la seguiría recordando muchos años más tarde. Versaba sobre el tema «mal nacidos» («never properly born»). El caso es que, ya adulto, Beckett aseguraba a menudo conservar recuerdos de su vida prenatal, como una experiencia horrible, que le provocaba sentimientos de atrapamiento y sofoco dentro del seno materno («feelings of entrapment and suffocation»). Rastros de la conferencia citada se detectan claramente en importantes obras posteriores de Beckett, como Watt y Esperando a Godot. Lo que Beckett deja traslucir en sus obras no es solo el dolor del nacimiento o de un parto difícil, sino también el comienzo de una larga y accidentada odisea vital. Por otro lado, el hecho de que su nacimiento se hubiese producido exactamente en Viernes Santo (viernes 13, además) el escritor lo asimilaba a lo relacionado que el mismo está con el sufrimiento y la muerte.

#### Primeras novelas
En 1932 escribió su primera novela: Dream of Fair to Middling Women ( Sueño con mujeres que ni fu ni fa) .Tras el rechazo de los editores decidió abandonar el libro, que solo se publicaría muchos años más tarde, en 1993. Pese a ello, la novela dio origen a muchos de los primeros poemas del autor, así como a su primera obra de importancia, la colección de relatos More Pricks Than Kicks (1933), que, por su obscenidad, en Irlanda fue colocada de inmediato en el índice de obras prohibidas. Beckett también publicó varios ensayos y recensiones en ese tiempo, como "Recent Irish Poetry" (en The Bookman, agosto de 1934) y "Humanistic Quietism", una crítica sobre un libro de poemas de su amigo Thomas MacGreevy (en The Dublin Magazine, julio-septiembre de 1934). Tales trabajos versaron sobre el susodicho MacGreevy, así como sobre otros escritores irlandeses, como Brian Coffey, Denis Devlin y Blanaid Salkeld.

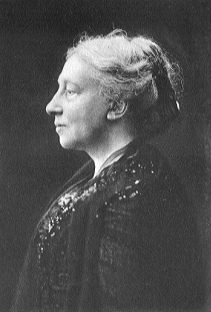
Lady Gregory, miembro activo del Celtic Revival.

Dichos autores eran poco conocidos en aquellos días; Beckett, no obstante, llegó a compararlos con los miembros del importante movimiento literario irlandés Celtic Revival (Yeats, Lady Gregory, Padraic Colum…), e invocaba a Ezra Pound, T. S. Eliot y los simbolistas franceses como sus precursores. Beckett con ello sentó de alguna manera las bases de un movimiento vanguardista irlandés.
Entre 1933 y 1936 vivió en Londres en condiciones bastantes penosas, «conociendo por propia experiencia el desprecio de los londinenses por los irlandeses pobres que vivían como obreros extranjeros».
En 1935 publicó un libro de poesía que tuvo cierta repercusión: Echo's Bones and Other Precipitates. Trabajó asimismo en su novela Murphy. En mayo de ese año escribió a MacGreevy que había estado leyendo sobre cine y que se proponía viajar a Moscú para estudiar con el director Sergéi Eisenstein en el Instituto de Cinematografía Gerasimov de Moscú. A mediados de 1936 escribió a los directores Eisenstein y Vsévolod Pudovkin, ofreciéndose como aprendiz. La carta sin embargo se perdió por el estallido de una epidemia de viruela que trastocó todo el correo. Beckett, mientras tanto, terminó Murphy, y posteriormente, en 1936, partió a un gran viaje por Alemania durante el cual llenó varios cuadernos con los apuntes sobre las obras de arte que había visto, haciendo notar asimismo su profundo disgusto con el avance del salvajismo nazi que se iba apoderando del país. Según Knowlson, no pasaría mucho tiempo antes de que el escritor pusiese sobre la mesa sus credenciales antinazis (p. 261), refiriéndose sin duda a su participación, pocos años después, en la Segunda Guerra Mundial.
De vuelta a Irlanda, en 1937, supervisó la publicación de Murphy (1938), obra que él mismo tradujo al francés al año siguiente. Tuvo en aquel tiempo varias graves discusiones con su madre, lo que contribuyó a su decisión de asentarse de forma definitiva en París. Pese al advenimiento de la Segunda Guerra Mundial, Beckett dijo preferir «Francia en guerra a Irlanda en paz». Knowlson recuerda, sin embargo, lo mucho que amaba Beckett el campo de Irlanda y a sus gentes ordinarias. Sus libros, por otra parte, suelen mencionar afectuosamente inesperados detalles de su patria, y es curioso que al traducir sus obras al inglés, el escritor tiende a imprimirles una cierta inflexión irlandesa. Estaba no obstante convencido de que en su patria nunca hubiese podido vivir como escritor. Según una sobrina suya, Irlanda le hacía sentir confinado. Odiaba particularmente la censura literaria, mientras que París le ofrecía "grandes horizontes" de anonimato y libertad. Con todo, Beckett no tenía conciencia de exiliado. «Simplemente me largué de allí», dijo una vez a un amigo irlandés.
En sus primeros meses en París conoció al novelista Ernest Hemingway de mano de la librera y editora Sylvia Beach. Aquel se granjeó enseguida la antipatía de Beckett por sus malas palabras sobre la última obra de Joyce, Finnegans Wake. Hemingway dijo que de todos modos no había que ser demasiado duro con el viejo, porque el trabajo de Ulises debía haberlo dejado agotado. Beckett en lo sucesivo evitó siempre encontrarse con Hemingway.

#### Pleitos y amoríos
Entre las navidades y el año nuevo de 1937-38, Beckett se complicó sobremanera la vida al mantener relaciones con tres mujeres a la vez; una de ellas fue la mecenas Peggy Guggenheim, quien lo llamaba «Oblomov» por su indolencia, afirmando que era impredecible e indeciso acerca de casi todo.
Una de las razones que alejarían a Beckett casi para siempre de su patria fue su participación, como testigo de cargo, en un pleito por difamación interpuesto por un tío segundo del escritor contra un viejo amigo de Joyce, el médico, escritor y libelista Oliver St. John Gogarty. El pleito "Sinclair contra Gogarty" se celebró a fines de noviembre de 1937 y fue ampliamente cubierto por la prensa británica e irlandesa. Lo que no se esperaba Beckett era que en su transcurso él mismo acabaría siendo difamado públicamente, al salir a relucir sus circunstancias y convicciones personales, sobre todo en materia religiosa; fue calificado en forma despectiva por algún periódico de «el ateo de París».
En el juicio, el defensor de Gogarty, con el fin de desacreditar el testimonio de Beckett, le preguntó si había escrito un libro sobre Proust, aquel escritor que tanto «se había complacido en la psicología del sexo». Luego se refirió al segundo libro de Beckett (More Pricks than Kicks), remarcando que ni se atrevía a mencionar el título (en lenguaje coloquial este puede interpretarse obscenamente) delante de un tribunal, y preguntando al testigo si, en determinado pasaje, no contenía una caricatura blasfema de Jesucristo. También saldría a colación el poema satírico de Beckett titulado Whoroscope (algo así como "Puthoróscopo"). Finalmente, en sus conclusiones, el abogado tachó al escritor sin reparo de «alcahuete y blasfemo» («bawd and blasphemer»), lo que motivó al día siguiente un llamativo titular en el Irish Times. Tanto estos hechos como la publicidad generada causaron un profundo disgusto, no solo a Beckett sino también a su madre, ante la cual ni siquiera se atrevió a presentarse, regresando de inmediato a París.
Al poco tiempo, ya en esta ciudad, una madrugada de enero de 1938, volvía a su casa con unos amigos, cuando un proxeneta, irónicamente de nombre Prudent, le ofreció de mala manera sus servicios y después lo apuñaló. Más tarde, Beckett solo recordaría que de pronto se encontró herido en el suelo. El arma le pasó rozando el corazón y se salvó por muy poco de la muerte. James Joyce consiguió para su lesionado amigo una habitación privada en el hospital. El incidente hizo que acudiese toda la familia de Samuel a París. La publicidad generada atrajo la atención de la pianista y jugadora de tenis Suzanne Dechevaux-Dumesnil, varios años mayor que Beckett, y que había tenido algún trato con él durante su primera estancia en París. En esta ocasión, los dos iniciaron una relación que duraría toda la vida.
En la primera audiencia judicial que tuvieron, Beckett le preguntó a su atacante el motivo por el cual lo había apuñalado, y Prudent le contestó simplemente: «Je ne sais pas, Monsieur. Je m'excuse». («No tengo ni idea, señor, lo siento mucho»). Beckett solía contar de vez en cuando el incidente en broma. Retiró los cargos, en parte para evitarse otras molestias procesales, pero también porque encontró que Prudent era persona agradable y de buenas maneras.
Se dice que Oliver St. John Gogarty, que había perdido el susodicho pleito teniendo que pagar una fuerte indemnización, al enterarse del apuñalamiento de Beckett, lo celebró con sus amigos organizando una comilona en un restaurante de Dublín.
El último encuentro de Beckett con Joyce tuvo lugar en Vichy, en 1940. Joyce moriría en enero del año siguiente.

### II Guerra Mundial
Beckett se alistó en la Resistencia Francesa tras la ocupación alemana de 1940. Trabajaba como mensajero, y en varias ocasiones, a lo largo de los dos años siguientes, estuvo a punto de ser apresado por la Gestapo.
En agosto de 1942, su unidad fue delatada, y Beckett tuvo que huir hacia el sur con su compañera Suzanne. Se refugiaron en la pequeña villa de Roussillon, en el Departamento de Vaucluse (Costa Azul). Allí, se hizo pasar por campesino, y continuó apoyando a la Resistencia almacenando armas en el garaje de su casa. Durante los dos años que Beckett estuvo en Roussillon ayudó indirectamente al maquis en sus operaciones de sabotaje a través de la zona montañosa de Vaucluse, si bien en raras ocasiones se expresaría después al respecto.

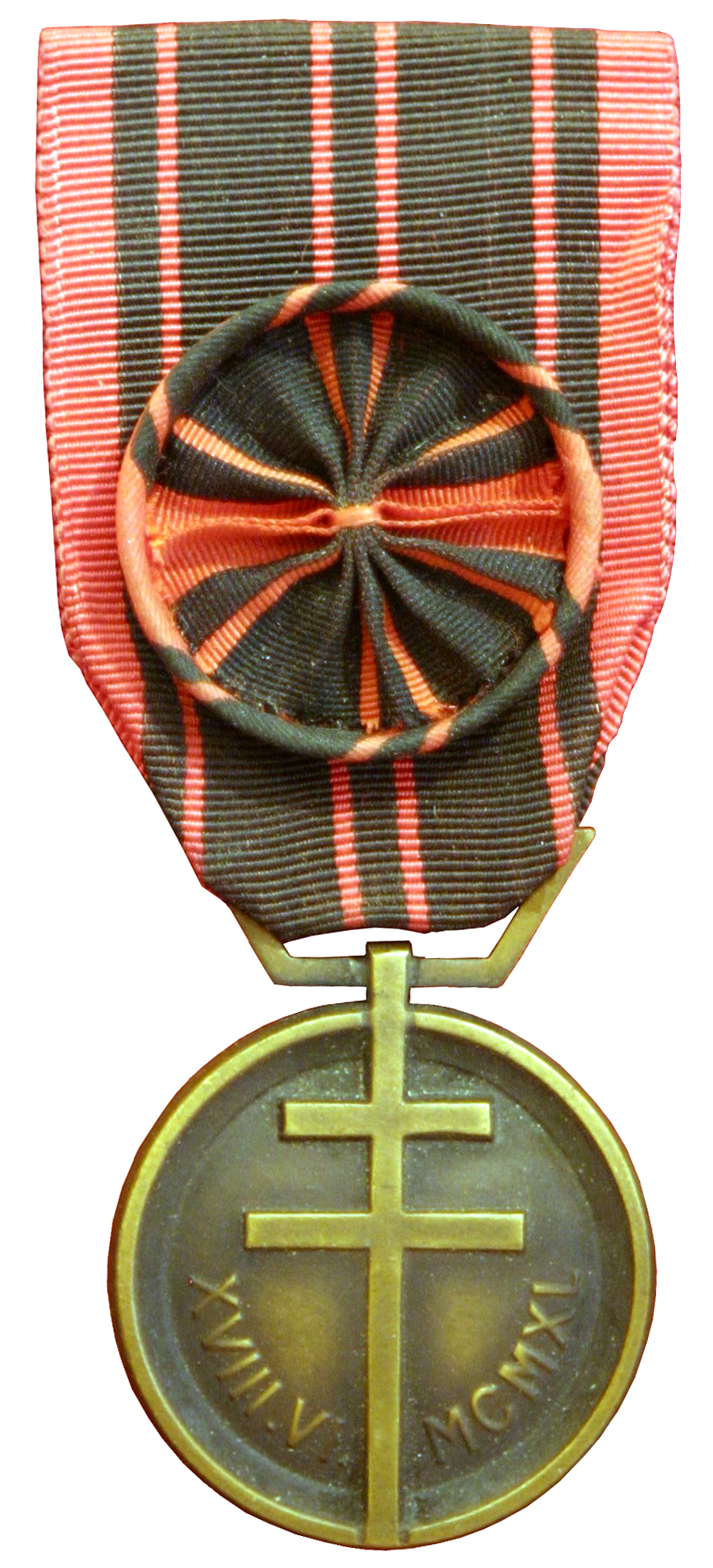
Médaille de la Résistance.

Beckett fue recompensado con la Croix de Guerre 1939-1945 y la Médaille de la Résistance por el gobierno francés por sus esfuerzos en la lucha contra la ocupación alemana. Al final de su vida, sin embargo, Beckett se refirió a su trabajo con la Resistencia como «cosas de boy scout». Solo treinta de los ochenta miembros de su grupo de la Resistencia sobrevivieron a la guerra. Mientras estuvo escondido en Roussillon, continuó trabajando, «como terapia», en su novela cómica Watt, empezada en 1941 y completada en 1945, aunque no publicada hasta 1953.

### Reconocimiento

#### Una revelación
En 1945, Beckett regresó a Dublín por un breve tiempo. Allí volvió a desempeñar labores humanitarias trabajando como intérprete para la Cruz Roja irlandesa. Durante su estancia, le sobrevino al parecer una "revelación" en la habitación de su madre, a través de la cual comprendió cuál debía ser la dirección literaria a tomar. Esta experiencia fue más tarde literaturizada en la obra de teatro Krapp's Last Tape (La última cinta).
En dicha obra, se sitúa la revelación en el muelle este del suburbio costero de Dún Laoghaire (a doce kilómetros de Dublín), durante una noche tormentosa. Algunos críticos, pues, identifican a Krapp con el propio Beckett, hasta el punto de juzgar muy probable que la auténtica epifanía artística de Beckett se produjera en la misma localización, y en un día tormentoso. En el drama, Krapp está escuchando una grabación que él mismo había hecho tiempo antes. En un momento dado, oye su propia voz diciendo: «...Veía claro, en fin, que la oscuridad que yo siempre había luchado encarnizadamente por ocultar era, en realidad, mi mayor...». Sin embargo, Krapp hace avanzar rápidamente la cinta antes de que el espectador escuche la frase completa.
Beckett confesaría más tarde a James Knowlson (cosa que este relata en su gran biografía de Beckett, Damned to Fame) que la palabra perdida en la grabación es "aliado". Beckett contó a Knowlson que esta revelación estaba inspirada en parte en su relación con James Joyce. Afirmó haber encarado la posibilidad de verse para siempre a la sombra de Joyce, con la seguridad de no poder vencerle nunca en su propio terreno. Fue cuando tuvo la revelación, según Knowlson, «como momento cardinal en su carrera».
Knowlson prosigue relatando cómo le fue explicada dicha revelación: «Al hablar de ella, Beckett tendía a hacer hincapié en su propia estupidez, así como en su preocupación con la impotencia y la ignorancia. Me lo reformuló mientras trataba de definir la deuda que había contraído con Joyce: "Comprendí que Joyce había llegado tan lejos como pudo en la dirección de un mayor conocimiento y del control de ese aluvión de material. Siempre estaba añadiendo cosas: no hay más que fijarse en las pruebas constantes que da de ello. Yo comprendí que mi camino, al contrario, era el empobrecimiento, la renuncia y emancipación del conocimiento; era restar más que sumar"».
Y, sobre este asunto, termina Knowlson: «Beckett rechazó el principio joyceano de que saber más era un método de entendimiento creativo y de control del mundo. De ahí en adelante su trabajó avanzó por la senda de lo elemental, del fracaso, el exilio y la pérdida; del hombre ignorante y desprendido». Según Radomir Konstantinovic, uno de sus amigos íntimos, el olvido era para Beckett lo que la memoria para Proust.

#### Gran actividad, elección del francés, Godot
De acuerdo con la citada "revelación", en los cinco años siguientes desarrolla una actividad literaria febril. En 1946, la revista de Jean Paul Sartre Les Temps Modernes publicó la primera parte del cuento de Beckett titulado "Suite" (después llamado "El fin"), sin comprender que Beckett había entregado solo una primera parte. Simone de Beauvoir se negó a publicar una segunda parte. Beckett empezó en ese tiempo a escribir su cuarta novela, Mercier et Camier, que no sería publicada hasta 1970. Esta obra, en muchos aspectos, prefigura ya la conocida Esperando a Godot, escrita algo más tarde; pero lo más importante es que se trató del primer trabajo realizado directamente en francés, la lengua en que plasmaría la mayor parte de su obra desde ese momento, incluyendo la famosa trilogía de novelas que se avecinaba: Molloy (1951), Malone muere (1952) y El Innombrable (1953). Su editor, Jerôme Lindon, recuerda que cuando Beckett firmó el contrato de edición de Molloy, lo vio muy serio. Lindon le preguntó el porqué y Beckett contestó que la publicación de esa novela sería la bancarrota para la editorial.
Pese a ser hablante nativo de inglés, Beckett eligió escribir en francés, según él mismo afirmó, «parce qu'en français c'est plus facile d'ecrire sans style», porque en francés era más fácil para él escribir sin estilo. En efecto, en carta a Richard Coe, de 1964, confiesa «temer a la lengua inglesa [...] porque en ella no se puede evitar escribir poesía». En su ensayo sobre Proust, Beckett comparaba el estilo a «un pañuelo alrededor de un cáncer de garganta». En cualquier caso, todo ello tuvo que ver en la voluntad de simplificación y depuración estilística absolutas que presidiría toda su obra posterior. Según Konstantinovic, «explicaba su paso de la lengua inglesa a la francesa por el hecho de que la lengua materna siempre lleva el peso del automatismo: es necesario el extrañamiento de la lengua para lograr esa simplificación máxima». Por tanto, «elegir el francés significaba para él elegir la lengua más pobre».
La celebridad de Beckett se debe principalmente a la mencionada obra de teatro, Esperando a Godot. En un artículo citado a menudo, el crítico Vivian Mercier apuntó que Beckett «había llevado a cabo una imposibilidad teórica: un drama en el que nada ocurre, que sin embargo mantiene al espectador pegado a la silla. Lo que es más, dado que el segundo acto no es prácticamente más que un remedo del primero, Beckett ha escrito un drama en el que, por dos veces, nada ocurre».
Como la mayoría de sus trabajos después de 1947, esta obra fue escrita primero en francés, con el título de En attendant Godot. Beckett trabajó en ella desde octubre de 1948 hasta enero de 1949. Tras muchos esfuerzos por publicarla (fueron años de dificultades económicas, en los cuales tuvo que dedicarse a la traducción para subsistir, siempre en esta tarea apoyado por su mujer), lo hizo finalmente en 1952. Godot fue estrenada en 1953, y la traducción al inglés apareció dos años más tarde. Aunque controvertida, resultó un éxito de crítica y público en París. Obtuvo una mala acogida en Londres, al estrenarse en 1955, pero más tarde saltaron las opiniones entusiastas de Harold Hobson en The Sunday Times y, con posterioridad, de Kenneth Tynan. En los Estados Unidos fracasó en Miami, pero tuvo una buena acogida en Nueva York. Más tarde, la obra se haría muy popular, con elevadas audiencias en Estados Unidos y Alemania. Todavía se representa con frecuencia en muchos lugares del mundo.

#### Suzanne y Barbara
En 1954 se traslada a Dublín para asistir al funeral de su hermano Frank; en ese momento se hizo cargo de la educación de sus sobrinos, Edward y Caroline.
A finales de los años 50, Beckett pasaba temporadas en Londres (los Beckett siempre vivieron en París), donde había trabado relación con Barbara Bray, una traductora y editora de la BBC, viuda, con dos hijas de corta edad, que contaba treinta y cuatro años cuando él la conoció. Bray era «pequeña y atractiva, pero, sobre todo, muy inteligente y culta». James Knowlson escribió sobre ellos: «Da la impresión de que Beckett se sintió de inmediato atraído por ella, lo mismo que ella por él. Su encuentro fue muy significativo para ambos, ya que constituyó el inicio de una relación en paralelo con la de Suzanne, que duraría ya toda la vida».
El importante papel que había desempeñado Suzanne —mujer enérgica y de gran carácter—, en la vida del escritor se restringió a partir de estos años, hasta el punto de que llegaron a vivir en cuartos separados; en cualquier caso, pasaban todas las vacaciones juntos. Pese a los problemas de Samuel con el alcohol, al que siempre fue muy aficionado, a sus flirteos con otras mujeres y a su necesidad casi compulsiva de estar solo, la pareja sobrevivió sin excesivos tropiezos hasta la muerte de Suzanne. Beckett, poco antes de morir (solo meses más tarde que ella) confesó a su biógrafo: «Todo se lo debo a Suzanne».
Como se ha dicho, Beckett escribía ahora mayormente en francés, y tradujo sus obras él mismo al inglés, con la excepción de Molloy, en cuya traducción le ayudó Patrick Bowles. El éxito de Esperando a Godot supuso el lanzamiento teatral para este autor. Superado por la fama, en 1956 escribió a un amigo:

El éxito o el fracaso popular nunca me han importado mucho, de hecho me encuentro mejor con el último ya que he respirado profundamente sus aires vivificantes toda mi vida de escritor, excepto en los dos últimos años.

Beckett escribiría posteriormente otras piezas teatrales de importancia, como Final de partida (1957), Los días felices (1960) y Play (1963). Los días felices ha sido interpretada en escenarios populares por artistas como La Lupa.
En 1959 recibió el título de doctor honoris causa en el Trinity College de Dublín, donde había estudiado en su juventud.

### Últimos años
Los años 60 supusieron para el escritor un periodo de cambios personales y profesionales. En marzo de 1961 contrajo matrimonio civil en Inglaterra con su compañera de siempre, Suzanne Dechevaux-Dumesnil, principalmente por cuestiones de herencia en Francia. El éxito de sus piezas teatrales lo llevó por todo el mundo, para participar en recepciones, actos culturales y en los montajes de las obras, inaugurándosele una nueva etapa como director teatral.
En 1956 había empezado a trabajar para la Tercera Cadena de radio de la BBC con su obra radiofónica All That Fall. Continuaría escribiendo esporádicamente para la radio, y también lo haría para el cine y la televisión. Volvió a escribir en inglés, aunque nunca dejó de utilizar el francés.

#### Anécdotas
Como anécdotas, el actor Cary Elwes explica, en el vídeo de rodaje de la película La princesa prometida, que Beckett era vecino de una tal familia Roussimoff, y solía ayudar a subir al autobús escolar a uno de los hijos, André René, debido a su elevadísima estatura. André René Roussimoff llegaría a ser, con los años, el luchador profesional y actor (por ejemplo en La princesa prometida) André the Giant.

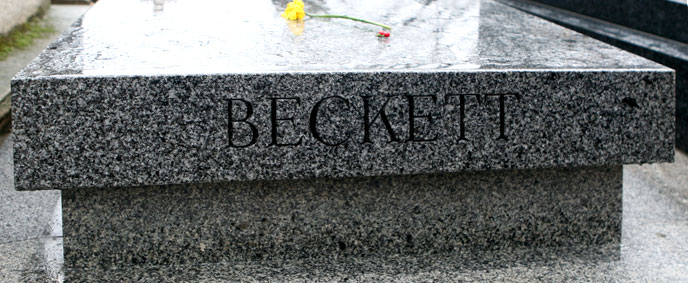
Tumba de Samuel Beckett en el Cementerio de Montparnasse, París.

En septiembre de 1967, Beckett, a pesar de no querer contribuir a la pesadilla de la historia, firmó un manifiesto de protesta contra Franco en el diario Le Monde con motivo de la encarcelación en España del dramaturgo Fernando Arrabal.
En 1968 fue nombrado Miembro Extranjero Honorario de la American Academy of Arts and Sciences.
En 1969, de viaje por Túnez con su mujer, supo que se le había concedido el Premio Nobel de Literatura. Ella, consciente del carácter extremadamente reservado de su marido, comentó que esta concesión había sido una "catástrofe" para él, lo que ha sido jocosamente muy comentado. Después de la concesión, en efecto, Beckett se encerró como en un monasterio y desconectó el teléfono.
Aunque Beckett no era muy dado a las entrevistas, con frecuencia atendía a las solicitudes de artistas, estudiosos y admiradores en una sala del hotel de París PLM, cercano a su casa de Montparnasse.
En 1984 recibió la más alta distinción ("Saoi") de la asociación de artistas de Irlanda denominada Aosdána.

#### Final
Suzanne murió el 17 de julio de 1989. Beckett, que sufría de enfisema y probablemente enfermedad de Parkinson, y se hallaba a la sazón recluido en un sanatorio, murió el 22 de diciembre de ese mismo año, con 83 años. Ambos fueron enterrados en el Cementerio de Montparnasse de París. Comparten una simple lápida de mármol. Se cuenta que Beckett replicó al pedírsele que eligiera el color: «Cualquiera, siempre que sea gris». La tumba se halla en la senda principal, no lejos de la entrada, a la izquierda. La de Sartre se encuentra a la derecha.

## Obra
La carrera de Beckett como escritor puede dividirse a grandes rasgos en tres periodos: sus trabajos tempranos, hasta finalizar la Segunda Guerra Mundial; su periodo intermedio, entre 1945 y 1960, durante el cual escribió la parte quizá más importante de su obra; y el periodo final, de principios de los 60 hasta su fallecimiento, en 1989. En esta época sus obras eran cada vez más breves y su estilo más austero y minimalista.

### Primera época
Es en este periodo en el que se aprecia con mayor claridad la influencia de su amigo y mentor James Joyce. En estas obras Beckett parece tender a la erudición, exhibiendo sus conocimientos por el mero hecho de hacerlo. Como resultado, a veces resultan de una gran oscuridad. Las frases que abren la colección de cuentos More Pricks than Kicks (Más aguijones que patadas, 1934) pueden servir como ejemplo de su estilo:

Era por la mañana y Belacqua seguía atascado en el primero de los cantos en la luna. Estaba tan atrapado que no podía moverse ni hacia delante ni hacia atrás. Allí aparecía la bienaventurada Beatriz, y también el Dante. Ella le señalaba las manchas de la luna. Le mostró en primer lugar dónde había pecado, y entonces le ofreció su explicación. Le venía de Dios, por tanto Dante podía confiar en su fiabilidad.

El pasaje, como se ve, se halla repleto de referencias a la Divina Comedia, lo que puede ayudar a confundir a los lectores no familiarizados con esta obra. Al mismo tiempo, sin embargo, se detectan ya indicios de las últimas obras de Beckett: la inactividad física del personaje de Belacqua; su ensimismamiento, la de algún modo irreverente broma contenida en la frase final. Se ha dicho que esta obra es la otra cara del Retrato del artista adolescente, de Joyce.
Elementos similares se encuentran presentes en la primera novela publicada por Beckett: Murphy (1938), la cual explora los temas de la demencia y el ajedrez, que serán elementos recurrentes en sus últimas obras. La novela se abre con una frase cargada del retintín de humor negro pesimista que anima tantos trabajos de Beckett: «Sin otra alternativa, lucía el sol sobre el mundo de siempre». La novela exhibe la vertiente más joyceana y exuberante del autor, con diálogos de una vivacidad y humorismo que Beckett no volverá a permitirse. Watt, novela escrita mientras el autor se escondía de los nazis durante la Segunda Guerra Mundial, es similar por los temas a la pieza comentada, pero es menos exuberante de estilo. Esta novela, del mismo modo, en algunos puntos explora el movimiento humano como si ejemplificara una permutación matemática, presagiando la preocupación final de Beckett con el "espacio" y el "movimiento exacto". En sus últimas obras, «la idea que Beckett se hace del movimiento escénico es tan exacta y acertada que los directores de escena y los actores pueden seguir las acotaciones con toda confianza». En Watt se hace notar la influencia de autores como Sterne, Swift y Cervantes (por ejemplo, el narrador entra como un personaje más, introduciendo a menudo historias secundarias), e incluso de la novela picaresca.
Fue igualmente durante este periodo cuando Beckett empezó a expresarse creativamente en francés. Al final de los años 30 escribió algunos poemas cortos en dicho idioma, y esta austeridad poética —en contraste con la densidad de los poemas ingleses del mismo periodo, los recogidos en Echo's Bones and Other Precipitates (1935)— parece demostrar que Beckett, pese al cambio de idioma, se hallaba ya en proceso de simplificación estilística, una transición que se hace también evidente en Watt.

### Periodo intermedio
Pasada la guerra, Beckett se abismó definitivamente en el idioma francés. Fue esta circunstancia, junto a la arriba mencionada “revelación” experimentada en el cuarto materno dublinés, la que le desveló que su arte debía tornarse más subjetivo, ser extraído totalmente de su mundo interior, lo que daría como resultado todas aquellas obras por las que hoy es más recordado. En esto siguió el consejo recibido de Joyce de escribir «al dictado de la sangre y no del intelecto».
Durante los quince años posteriores a la guerra, Beckett escribió cuatro dramas mayores: En attendant Godot (escrito entre 1948–1949; Esperando a Godot). Esta obra fue considerada por Sartre (1959) la más importante escrita después de 1945, aunque iba dirigida al "llanto de la burguesía". Georg Lukács, por su parte, la vio como expresión de "una patología extrema" (1960). En esta obra, al igual que hiciera en Proust, el autor vuelve la mirada a la gran obra de Calderón de la Barca La vida es sueño. El segundo gran drama fue Fin de partie (1955–1957; Final de partida), obra de humor puramente textual, pero mucho más corrosivo y salvaje que Godot; fue considerado por el crítico Harold Bloom su obra maestra en teatro. Las otras obras son Krapp's Last Tape (La última cinta, 1958), la primera obra escrita en inglés en doce años, en la cual se observa un clima de liberación en el lenguaje y un regreso proustiano al pasado personal y Happy Days (Los días felices, 1960). Su protagonista, Winnie, es la primera mujer protagonista en el teatro de Beckett y la única que "vive en un mundo en color". Esta pieza fue estrenada muy pronto en España, en 1963.

HAMM: ¿Qué tal tus ojos?
CLOV: Mal.
HAMM: ¿Qué tal tus piernas?
CLOV: Mal.
HAMM: Pero puedes moverte.
CLOV: Sí.
HAMM: (violentamente): Entonces, ¡muévete! (Clov va hasta la pared del fondo, apoya en ella la frente y las manos.) ¿Donde estás?
CLOV: Aquí.
HAMM: ¡Vuelve! (Clov regresa a su sitio, junto al sillón.) ¿Dónde estás?
CLOV: Aquí.
HAMM: ¿Por qué no me matas?
CLOV: Desconozco la combinación de la despensa.
De Final de partida

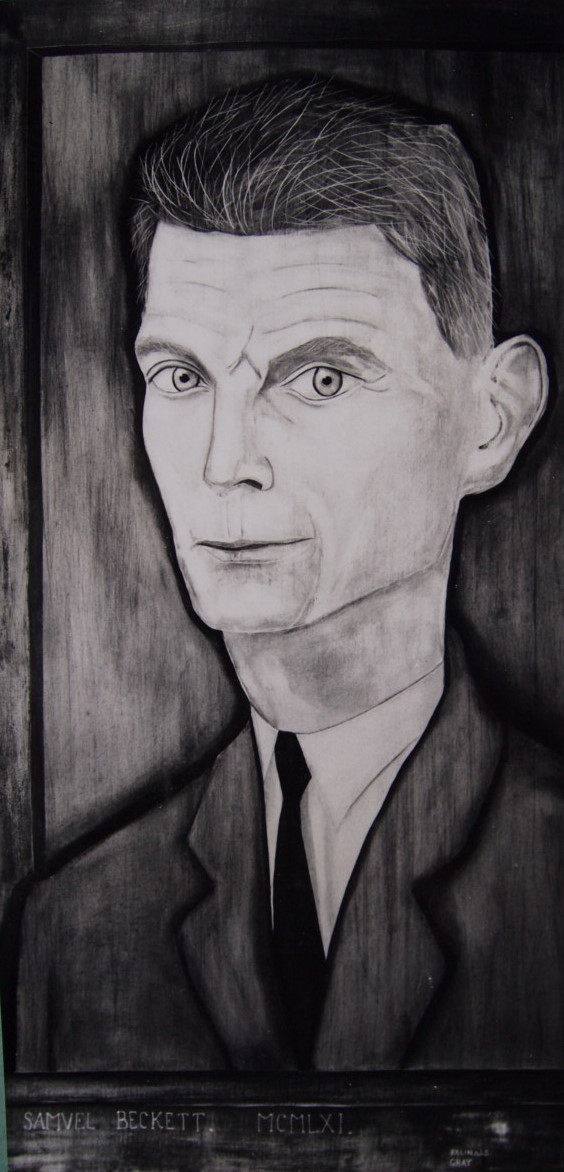
Retrato de Samuel Beckett por Reginald Gray (1961).

Estas obras —a menudo encuadradas, con razón o sin ella, dentro del llamado "teatro del absurdo"— exhiben un acusado humor negro, con temas coincidentes con aquellos de que gustaban los pensadores existencialistas, contemporáneos de Beckett, aunque el propio escritor no debe ser encasillado dentro de este grupo. El término “teatro del absurdo” fue acuñado por Martin Esslin en un libro con ese título. Beckett y Godot eran temas centrales del libro. Esslin proclamó que obras tales representaban la culminación del concepto de “absurdo” en el sentido que dicho término recibe en Albert Camus.
Este parece ser el motivo de que Beckett haya sido motejado de existencialista; no obstante, si bien los temas pueden circunscribirse a dicho movimiento, la afinidad de Beckett con él es solo relativa.

#### Dramaturgia
En términos generales, los dramas tratan de la oposición entre una gran desesperanza y la voluntad de vivir pese a esa carga, en el contexto de un mundo incomprendido e incomprensible. Las palabras de Nell —uno de los dos personajes de Final de partida que están atrapados en sendos cubos de basura, de los cuales de tarde en tarde asoman la cabeza para conversar— pueden resumir los temas de este segundo periodo en la obra de Beckett:

Nada es más divertido que la desdicha, te lo aseguro... Te lo aseguro, es la cosa más cómica del mundo. Nos reímos, nos partimos de risa al principio. Pero siempre es la misma cosa. Sí, es como la divertida historia que hemos oído tan a menudo, la seguimos encontrando divertida, pero ya no podemos reír más.

Según apunta Antonia Rodríguez-Gago, sus espacios dramáticos son, o bien abiertos e indefinidos (Godot, Los días felices), o bien cerrados y claustrofóbicos (Final de partida, La última cinta). Así, «La oscuridad que amenazaba invadir la escena después de La última cinta, se convierte en luz radiante en Los días felices». En cualquier caso, la relación de Beckett con el teatro fue muy positiva para él: «El teatro es para mí una relajación de mi trabajo en la novela. Uno tiene un espacio definido y gente en ese espacio. Eso es relajante». En otra ocasión fue más explícito: «Cuando escribo una obra de teatro me pongo dentro de los personajes, soy también el autor de las palabras, y me pongo en la piel de los espectadores visualizando lo que sucede en la escena». Para De Riquer y Valverde, la obra dramática de Beckett es la más importante en lengua francesa de todo el siglo XX.

#### Novelística
En narrativa, lo más sobresaliente de Beckett durante este periodo fueron las ya mencionadas novelas Molloy (1951), Malone muere (1951) y El Innombrable (1953). En dichas novelas, que suelen tomarse como trilogía, pese al criterio expreso del autor, el lector puede trazar el desarrollo del estilo y los temas del Beckett maduro. La escritura en ellas se muestra cada vez más desnuda y escueta. Molloy conserva todavía muchas de las características de una novela convencional (tiempo, lugar, acción y argumento) y puede interpretarse además, de alguna manera, como novela de detectives. En Malone muere, sin embargo, se prescinde ya en gran medida de la acción y el argumento, si bien existen referencias de lugar y del paso del tiempo: la acción del libro adopta la forma de un “monólogo interior” al estilo joyceano.

Pronto, a pesar de todo, estaré por fin completamente muerto. El próximo mes, quizás. Será, pues, abril o mayo. Porque el año acaba de empezar, mil pequeños indicios me lo dicen. Tal vez me equivoque y deje atrás San Juan e incluso el 14 de julio, fiesta de la libertad. Qué digo, tal como me conozco, soy capaz de vivir hasta la Transfiguración o hasta la Asunción. Pero no creo, no creo equivocarme al decir que dichas fiestas, este año, se celebrarán sin mí.

En El Innombrable, por último, todo sentido de lugar o tiempo se ha esfumado, y el tema esencial parece ser el conflicto entre el impulso de la “voz” protagonista de seguir hablando con el fin de sobrevivir de alguna forma, y su igualmente impetuosa urgencia de hacerse merecedora del silencio y el olvido definitivos. Pudiera verse en ello el reflejo de la experiencia y la comprensión de Beckett de lo que la Gran Guerra había hecho al mundo y al hombre modernos.

¿Dónde ahora? ¿Cuándo ahora? ¿Quién ahora? Sin preguntármelo. Decir yo. Sin pensarlo. Llamar a esto preguntas, hipótesis. Ir adelante, llamar a esto ir, llamar a esto adelante. Puede que un día, venga el primer paso, simplemente haya permanecido, donde, en vez de salir, según una vieja costumbre, pasar días y noches lo más lejos posible de casa, lo que no era lejos. Esto pudo empezar así. No me haré más preguntas.

Pese a la opinión muy extendida de que el trabajo de Beckett, como ejemplifican las novelas aludidas, es esencialmente pesimista, la schopenhaueriana voluntad de vivir parece resurgir victoriosa siempre al final, lo que viene demostrado por la famosa frase con que culmina El Innombrable: «Seré yo, será el silencio, allí donde estoy, no sé, no lo sabré nunca, en el silencio no se sabe, hay que seguir, voy a seguir». En este punto, Konstantinovic, el amigo yugoslavo de Beckett, anota que, sin embargo, sobre esta obligación de continuar Beckett no dijo jamás una palabra, es decir, que nunca explicó en qué debía consistir ese continuar: «La existencia como mera obligación, sin razón, sin meta, sin esperanza».

#### Obras breves
Tras estas tres novelas, Beckett llevó a cabo durante años un trabajo en prosa continuado, lo que se evidencia en las historias breves recogidas en Textos para nada. Al final de los años 50, por otra parte, logró crear una de sus más radicales prosas: Comment c'est (1961; Cómo es). En esta obra se narra la peripecia de un narrador anónimo que se arrastra por el lodo, llevando con él un saco de latas de conserva. Fue escrito como una secuencia de párrafos sin puntuar y en un estilo casi telegráfico. Después de esta obra, Beckett pasará casi una década sin aportar nada que no fuese dramático. Cómo es, considerado la continuación de El Innombrable, marcó el final de este periodo para el autor. En esta época (1959) escribiría en una carta: «Estoy casi siempre en el campo, en el silencio. Abandono el teatro y la radio e intento "continuar" a partir del lugar en que El Innombrable me dejó tirado. No quiere acabar de morirse ni moverse, una situación fascinante».

### Últimas obras
A lo largo de los 60 y principios de los 70, la obra del irlandés evidencia una clara tendencia —ya visible en gran parte de su trabajo de los 50— a compactarse en formas cada vez más simples y autorreferenciales, en lo que se ha descrito como minimalismo. El ejemplo más extremo de tal economía de recursos, entre sus obras dramáticas, es la obra Breath (Aliento, 1969) que dura únicamente 35 segundos y carece de personajes: se oye solo una inspiración y espiración profundas, acompañadas de un cambio de luminosidad escénica; fue probablemente un intento de ofrecer un comentario irónico a Oh, Calcuta, la revista para la cual sirvió esta pieza como introducción. «Con la eliminación de toda palabra articulada se había llegado a la frontera inmediata, al silencio total y con ello a los límites de la representación teatral».
En prosa, de acuerdo con esta tendencia, Sans (Sin, 1969), de apenas siete páginas; según su traductor al castellano, Félix de Azúa, se trata de un texto muy difícil, aunque «muchos especialistas lo consideran la pieza clave, la más rigurosa, la más exacta de la producción del irlandés». La obra arranca:

Ruinas refugio cierto por fin hacia el cual de tan lejos tras tanta falsedad. Lejanos sin fin tierra cielo confundidos sin un ruido nada móvil. Rostro gris azul claro cuerpo pequeño corazón latiendo solo en pie. Apagado abierto cuatro lados a contracorriente refugio cierto sin salida.

#### Minimalismo extremo
En los dramas de este último periodo, la estructura de sus personajes —que ya se apreciaba muy simplificada en los primeros tiempos— se reduce a los elementos más esenciales. El titulado irónicamente Play (Comedia, 1962), por ejemplo, consiste en tres personajes insertados hasta el cuello en grandes urnas funerarias; la pieza para la televisión Eh Joe —escrita originalmente para el actor Jack MacGowran— se anima a través de una cámara continuamente enfocada en el rostro del personaje que le da título, mientras que la obra Not I consiste casi toda ella, en palabras de Beckett, en «una boca moviente en medio de un escenario a oscuras».
Muchas de estas obras, siguiendo la estela de La última cinta, ahondan en gran medida en el tema de la memoria, o más exactamente, en el recuerdo de pasados momentos de esplendor en el marco de un presente aburrido. Por otro lado, en la mayoría de los casos, estas obras finales juegan con el tema del autoconfinamiento y la autoobservación, hasta el punto de convertirse, como en Eh Joe, en una voz que viene de fuera de la cabeza del protagonista, o bien el protagonista es silenciosamente comentado por otro personaje, como en Not I (No yo).

...andando siempre... andando toda su vida... día tras día... unos pocos pasos y después se para... mira al vacío... después continúa... unos pocos pasos más... se para y mira al vacío... y así... a la deriva... día tras día... o aquella vez en que lloró... la única vez que pudo recordar... desde que era una niña... debió de llorar cuando niña... tal vez no... no es esencial para vivir... sólo el grito del nacer para ponerla en marcha...
No yo.

Temas tales llevaron al autor a afrontar su obra con mayor carga política: Catastrophe (1982), dedicada al escritor y político Václav Havel; dicha obra representa, como otras de Beckett, de forma relativamente explícita, una crítica de toda dictadura.

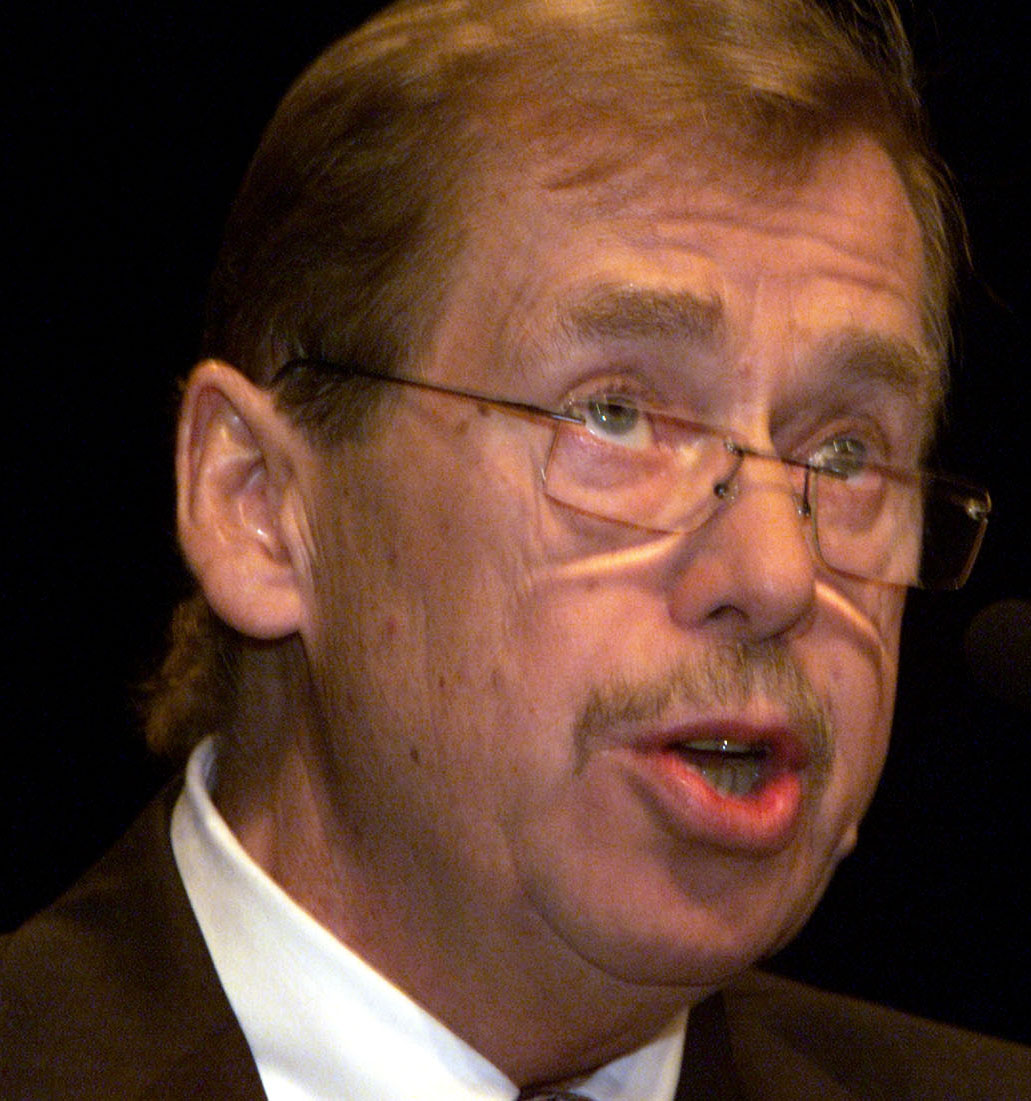
Václav Havel, amigo íntimo de Beckett.

Tras un largo periodo de inactividad, la poesía de Beckett experimentaría un nuevo impulso con los ultraconcisos poemas en francés de Mirlitonnades, algunos, de no más de seis palabras. Beckett en esta ocasión no los tradujo al inglés, como solía hacer con toda su obra en francés. Escritores como Derek Mahon lo han intentado, pero no existe a día de hoy una versión completa en inglés de este libro.
La obra en prosa de Beckett no fue muy prolífica en este último periodo, como sugiere la colección de escritos breves en prosa titulada Fizzles (Chascos, 1976). El libro fue ilustrado por el artista estadounidense Jasper Johns. Beckett experimentó sin embargo una especie de resurgimiento con la novela corta Company (1979), quizá la más autobiográfica de las suyas, a la que siguió Ill Seen Ill Said (1982) y Worstward Ho (1984), que más tarde se recogió en Nohow On. En estas tres obras llamadas de “espacio cerrado” Beckett desarrolla su ya mencionada preocupación por la memoria y sus efectos sobre el autoconfinado y autoobservado ego, así como con la propia posición de los cuerpos en el espacio, según se trasluce en las frases que abren Company:

Una voz se acerca a uno en la oscuridad. Imagina.
A uno boca arriba en la oscuridad. Él puede decirlo por la presión en la espalda y por cómo la oscuridad cambia cuando cierra los ojos y cambia otra vez cuando los abre. Sólo una pequeña parte de lo que se dice puede ser verificada. Como por ejemplo cuando oye: Estás boca arriba en la oscuridad. Entonces ha de reconocer la verdad de lo que se dice.

La última obra de Beckett es un poema: "What is the Word" (1988). Fue escrito en la cama del asilo en que pasó sus días postreros; existe una versión en francés del mismo: "Comment dire".

## Legado
De todos los modernistas en inglés ("modernista" en inglés es sinónimo de vanguardista), Beckett representa el más duro ataque a la tradición realista, a través sobre todo de su insobornable voluntad de experimentalismo. Él, más que ningún otro autor, abrió para el drama y la narración la posibilidad de prescindir de las unidades clásicas de tiempo, lugar y argumento, en orden a enfocar la obra literaria como exploración de la condición humana hasta sus últimas consecuencias. Escritores como Václav Havel, John Banville, Aidan Higgins y Harold Pinter han reconocido públicamente la deuda contraída con Beckett, aunque su influencia se ha extendido mucho más allá de estos autores, sobre todo en el campo del arte experimental, desde los años 50; desde la llamada Generación Beat, hasta los “happenings” de los 60 y época posterior.
Otros autores de importancia en la órbita de Beckett: Thomas Bernhard, J. M. Coetzee, Maurice Blanchot, William S. Burroughs, Jacques Derrida, James Kelman, Fernando Arrabal, David Mamet, Paul Muldoon y Edna O'Brien.
En el contexto irlandés, cabe mencionar al ya aludido John Banville, a Derek Mahon, Thomas Kinsella, así como a Trevor Joyce y Catherine Walsh, quienes proclaman su adhesión a la tradición vanguardista cultivada por Beckett, como una alternativa contra la dominante corriente realista.
Muchos compositores mayores del siglo XX, entre los que cabe mencionar a Morton Feldman, John Cage, Luciano Berio, György Kurtág, Pascal Dusapin, Philip Glass y Heinz Holliger, han creado piezas musicales basadas en textos de Beckett.
Dentro del arte visual, artistas como Bruce Nauman, Alexander Arotin y Avigdor Arikha, amigo personal de Beckett, lo tomaron como modelo estético. Arikha, además de sentirse inspirado en el mundo literario de Beckett, también dibujó varios retratos del escritor e ilustró algunos de sus libros.
Beckett ha dado origen a multitud de controversias y estudios, habiendo inspirado una larga tradición crítica que rivaliza con la que despertó Joyce en su día. La crítica más seria se encuentra muy dividida sobre este autor. Filósofos como Sartre y Theodor W. Adorno, lo alabaron sin restricciones, el primero por su revelación del absurdo, y el segundo por su ácida postura contra la literatura ingenua y sencilla. Otros autores, en cambio, como Georg Lukács, condenaron su “decadente” falta de realismo.
Desde su muerte, los derechos de representación de sus obras han sido gestionados por su testamentaría, en manos del sobrino de Beckett, Edward Beckett. La testamentaría tiene fama de mantener un control firme sobre la ejecución de las obras de Beckett y no concede autorización a representaciones que no acaten estrictamente lo dispuesto en vida por el autor. Por otra parte, en 2004 se autorizó un estudio de su ADN a efectos de rastrear su árbol genealógico.
Algunas de las más conocidas imágenes de Beckett fueron tomadas por el que es conocido como fotógrafo oficial del escritor, John Minihan, entre los años 1980 y 1985. Alguna de estas fotos ha sido considerada entre las más representativas del siglo XX. Fue sin embargo otro fotógrafo, John Haynes quien tomó la instantánea más reproducida de Beckett, la que aparece en la cubierta de la biografía de Knowlson, por ejemplo. El retrato fue tomado durante unos ensayos en el Royal Court Theatre de Londres, escenario donde Haynes fotografió muchas producciones de Beckett.

### Influencia en España e Hispanoamérica
En España ha sido notable su influencia en el dramaturgo José Sanchis Sinisterra, quien al crear una sede estable para su compañía, Teatro Fronterizo, no dudó en bautizarla como Sala Beckett tras solicitarle permiso por carta al autor para utilizar su nombre. Desde el año 2006 y con motivo de la celebración del centenario de su natalicio, en la ciudad de Buenos Aires, Argentina, se realiza anualmente el "Festival Beckett", bajo la dirección de Patricio Orozco. Elencos de Londres, España, e invitados de EE. UU., ya han participado en el mismo.

### Monumentos en su Irlanda Natal

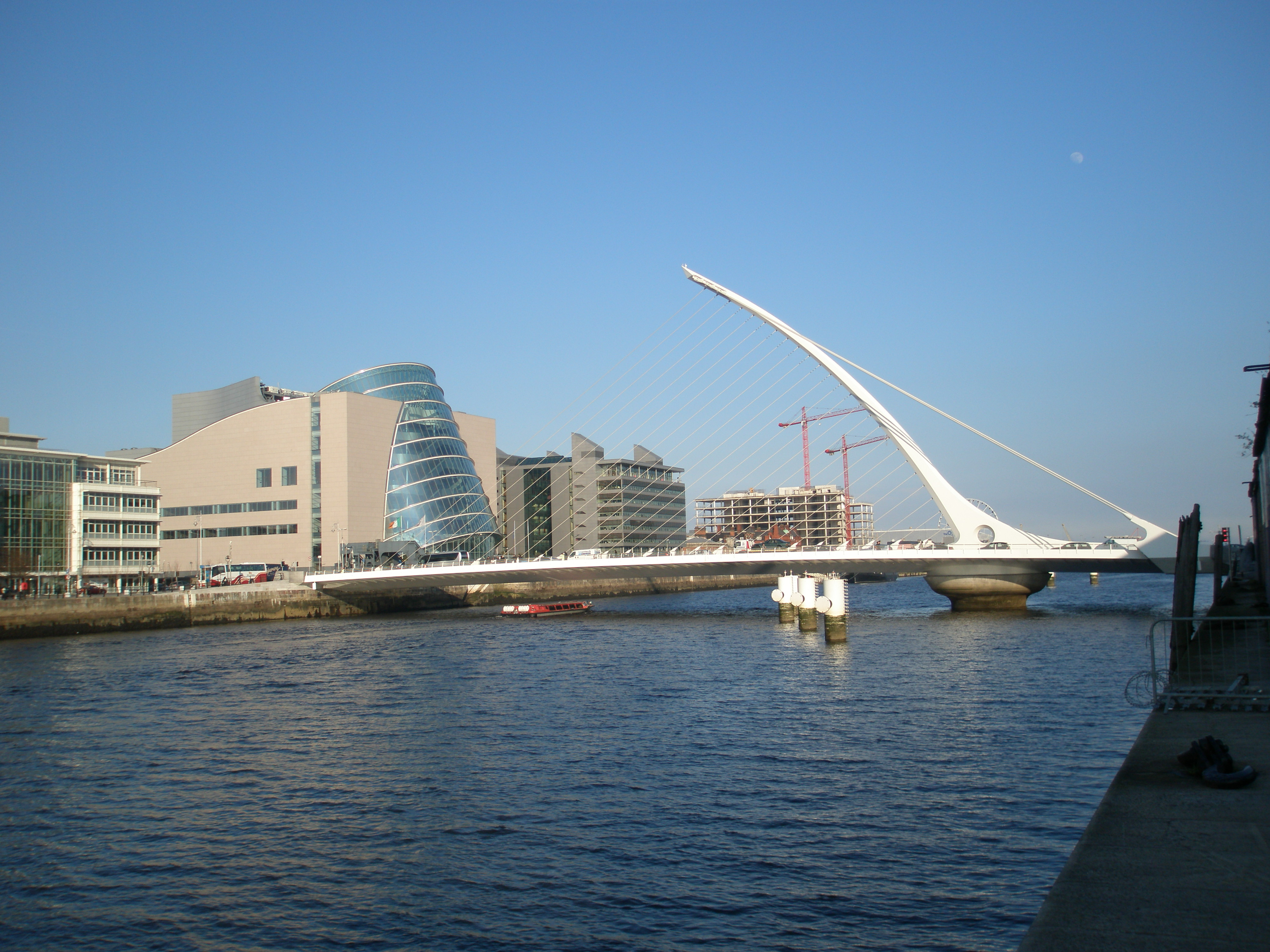
Puente dedicado a Samuel Beckett, en Dublín.

El 10 de diciembre de 2009 fue inaugurado en honor de Beckett un puente sobre el río Liffey, en Dublín. El puente, que recuerda un arpa en uno de sus lados, fue diseñado por el famoso arquitecto español Santiago Calatrava, quien había diseñado también el Puente de James Joyce, aguas arriba, inaugurado a su vez en el Bloomsday (16 de junio) de 2003. Entre los asistentes a la ceremonia de apertura oficial se encontraban la sobrina de Beckett, Caroline Murphy, su sobrino, Edward Beckett, el poeta Seamus Heaney y el actor Barry McGovern.

## Comentarios sobre el autor
De manera general, toda la obra de Beckett está atravesada por la percepción de la tragedia que es el nacimiento, en lo que, como se ha visto, sigue a Schopenhauer y Calderón de la Barca. Frente a este dictamen de un lúcido pesimismo, para el irlandés esta condición, si hacemos caso de las palabras finales de El innombrable, debe ser vivida, pese a todo, plenamente, con vitalidad: hay que seguir a pesar de todo.
La temática de la literatura en general (las relaciones entre los individuos, su conducta y sus logros, sus luchas por ascender socialmente o por conquistar objetos sexuales) no reflejaba para Beckett más que aspectos superficiales que enmascaraban los problemas básicos, la angustia subyacente a la condición humana.
El muy beckettiano dramaturgo británico Harold Pinter proclamó sobre él: «Cuanto más lejos va, tanto mejor me siento. [...] Es el escritor más valiente e implacable de la actualidad, y cuanto más se restriega la nariz en la basura, tanto más se lo agradezco. Ni me toma el pelo, ni me pasea por jardines, ni me hace guiños de inteligencia, ni me da un remedio, o una senda, o una revelación, o un cacharro lleno de migajas de pan; no intenta venderme nada que yo no quiera comprar; le importa tres pitos si quiero o no quiero comprar algo; no se lleva la mano al corazón. Pues bien, voy a comprarle su mercancía con todos los cachivaches, porque no deja pasar un guijarro sin darle la vuelta ni una lombriz sin fijarse en ella. Lo que produce es hermoso. Su obra es hermosa».
El compatriota de Beckett, Sean O'Casey, en cambio, escribió: «¿Beckett? No tengo nada que ver con Beckett. Él no está en mí ni yo estoy en él. Yo no espero a que Godot me traiga vida, y he salido a buscar vida, incluso a mi edad. [...] Que Beckett es un escritor hábil y que ha escrito una obra miserable y notable es algo de lo que no puede dudarse; pero su filosofía no es la mía, pues en él no hay nada que apunte a la esperanza, no hay ansias de ella, sino regodeo en la desesperación y en el grito de dolor».
El escritor argentino Jorge Luis Borges, consultado por Richard Kearney sobre el autor, afirmó: «Samuel Beckett es muy aburrido. Vi su obra Esperando a Godot y eso me bastó. Me pareció que era una obra muy pobre. ¿Para qué tomarse la molestia de esperar a Godot si él nunca llega? Qué cosa tan tediosa. Después de eso, ya no tuve deseos de leer sus novelas».
El filósofo marxista Georg Lukács comentó sobre la novela Molloy: «La innovación de Joyce, es decir, el mundo concebido como flujo, como principio desordenado y perdido de la conciencia, empieza ya en Faulkner a adquirir ese carácter de pesadilla soñada por un idiota. Beckett compone a base de una reduplicación y repetición de esa concepción del mundo: en primer lugar, el rebajamiento patológico más profundo del hombre en el vegetar de un idiota; luego, cuando va a recibir ayuda -por parte de un poder superior que siempre es desconocido-, el auxiliar cae en el mismo estado de idiotez».
Klaus Birkenhauer, autor alemán de la biografía literaria Samuel Beckett, comenta los contenidos "antiburgueses" en la obra del irlandés: «La forma burguesa de la novela había resultado inservible, ya que había sido llenada con excesivos personajes antiburgueses que no se sujetaban a las reglas del juego». «Sus protagonistas eran todos, desde luego, marginados, [...] pero marginados en una sociedad muy real y concreta. [...] [Beckett] adoptó un punto de vista subjetivo y se puso a observar el mundo con los ojos de sus protagonistas, los cuales, aunque no pudieran modificarlo, al menos lo observaban. Y por ello subraya Beckett al hablar de sí mismo lo contrario que había dicho Joyce: "Al escribir yo no soy dueño de mis materiales"».
El escritor yugoslavo Radomir Konstantinovic, en su libro Beckett, mi amigo, llama la atención sobre la imponente "presencia" del escritor: «Beckett no era el creador de Hamm y Clov, el que los había escrito, sino alguien como ellos. Incluso físicamente, con su presencia, pertenecía al mundo de ellos [...] su presencia era más fuerte que su habla [...] siento la fuerza de su presencia en todos los que se preguntaban, tras un encuentro con él, si era un místico, un santo o un loco. [...] A él eso le ofendía. Especialmente le ofendían las mistificaciones sobre su "santidad" [...] estaba al otro lado de la vanidad». Beckett anhelaba la pobreza expresiva. «Soñaba incluso con abolir los verbos être y avoir ('ser' y 'haber')». «Nunca le oí pronunciar la palabra literatura. Ni siquiera la palabra escritura. Hablaba siempre de trabajo». Como anécdotas, recuerda Konstantinovic que Beckett jugaba muy a menudo al billar en París, sobre todo con su sobrino. Condujo durante muchos años un viejo Citroën 2CV; lo hacía con la cara totalmente pegada al parabrisas, debido a sus problemas de visión.
Richard Ellmann, en su biografía de Joyce, aporta algunos datos sobre Beckett, por ejemplo, según recordaba también Peggy Guggenheim, que nunca podía levantarse de la cama hasta el mediodía, luchando contra la apatía que describiría luego con gran exactitud en Esperando a Godot. Le gustaban los silencios, como a Joyce: las conversaciones entre ambos consistían muchas veces en silencios embebidos de tristeza. Beckett estaba triste por el mundo. Joyce, más bien por sí mismo. Este mismo crítico, en su libro Cuatro dublineses: Wilde, Yeats, Joyce y Beckett, establece alguna significativa comparación: «Al igual que Beckett, Wilde nos obliga a mirar debajo de la superficie de la conversación cotidiana, manteniendo intactas las estructuras de la misma». Añade Ellmann: «Es posible que nadie haya descrito tan bien como Beckett las sensaciones y sentimientos de la enfermedad. [...] Sus tunantes magros y resabiados, sus tullidos, paralíticos y derrotados están de vuelta de los autoengaños que la energía animal ofrece. Ni el mundo subjetivo ni el mundo objetivo pueden sostenerse ante la decrepitud». Sin embargo, «la desdicha se detalla con tanta minuciosidad, con ramificaciones tan numerosas y complejas que acaba por volverse divertida». Termina Ellmann su ensayo sobre Beckett: «Si lo que busca es deprimirnos nada más, puede replicársele que en realidad se toma el pelo a sí mismo. [...] En el fuego de Beckett sobrevivimos igual que salamandras».

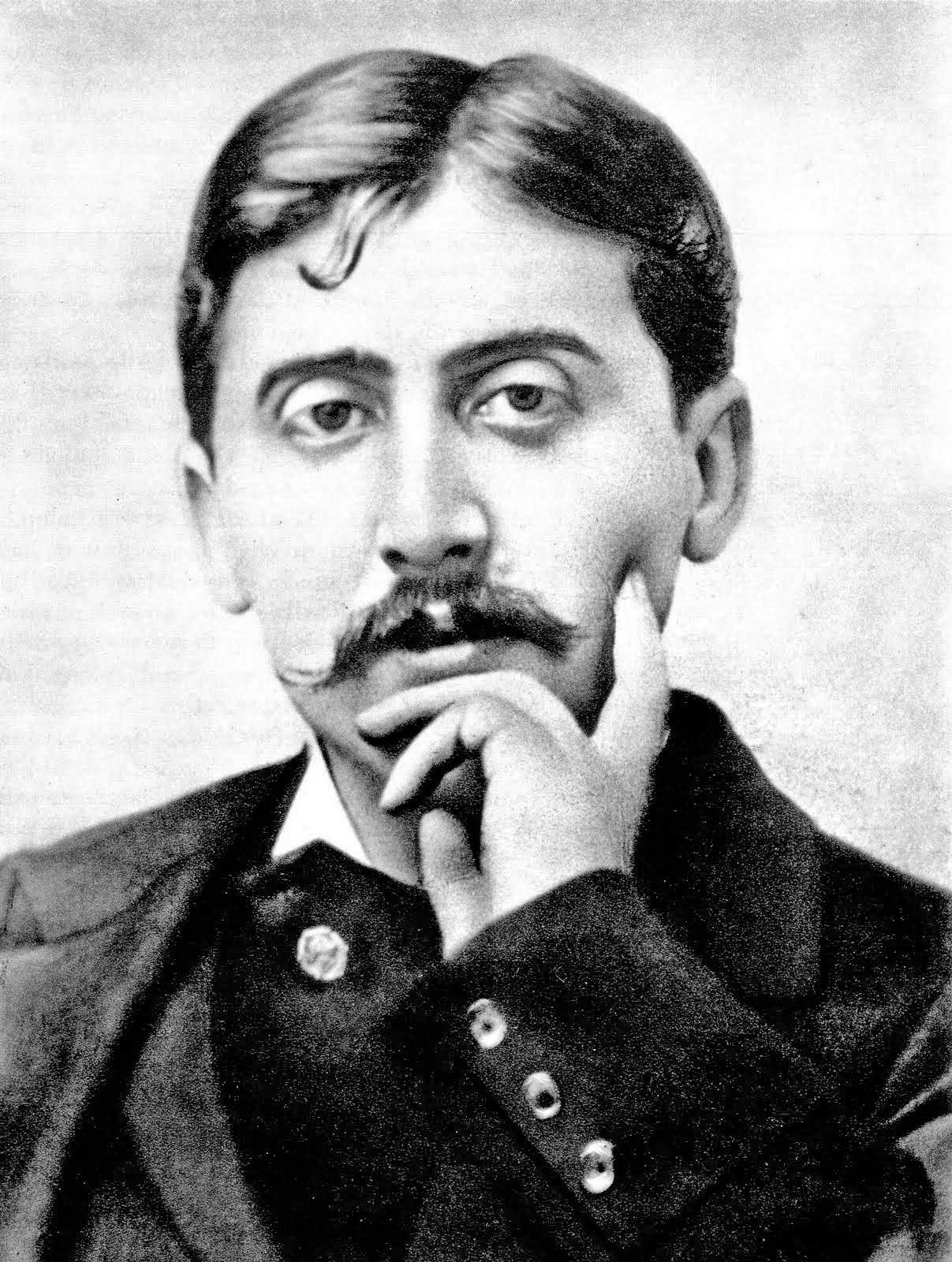
Marcel Proust, gran referente de Beckett.

El crítico estadounidense Frederick R. Karl, autor de una aguda introducción a una edición en castellano de El Innombrable, aleja a Beckett del racionalismo inglés, vinculándolo más bien con la tradición francesa de Descartes, Proust, Céline, Sartre, Camus y Ionesco, así como con el experimentalismo de Robbe-Grillet y Nathalie Sarraute, y de su relación con Joyce afirma que Beckett «es un Joyce que se ha avinagrado». Destaca asimismo la figura del "haragán", presente en tantas obras de Beckett, como una entidad metafísica, tan alejada de la sociedad normal que sus actos y comportamiento se producen casi en forma cósmica.
El escritor y traductor al español de Beckett, Jenaro Talens, establece un llamativo paralelismo entre la obra de Beckett y la del actor y director cinematográfico Buster Keaton, basándose en las siguientes coincidencias temáticas: el hombre arrojado con violencia desde o hacia algún lugar, el retorno a la casa como representación simbólica de la matriz, la inexistencia efectiva de las clases sociales, así como del trabajo y el dinero. Finalmente, en todas las piezas de Keaton, como en la película muda Film, de Beckett (protagonizada por el propio Keaton), se observa la imperturbabilidad y constancia con que el personaje persigue lo que desea, sin inmutarse por los obstáculos que pueda encontrar. Por otra parte, al destacar que toda la escritura de Beckett gira en torno al tema de la "impotencia", lo hace por tanto sobre el poder, un poder, según el criterio de Hegel y Foucault, «que está en todas partes no porque lo controle todo, sino porque proviene de y reside en todas partes».
El crítico estadounidense Harold Bloom, por su parte, afirma del irlandés: «Fue un ser humano tan bueno y decente como muy pocos escritores lo han sido. Infinitamente compasivo, infinitamente amable, aunque infinitamente apartado de todo». Ellmann, en este sentido, apunta que Beckett sufría, no solo por sí mismo, sino también por los demás: "Sufro, luego puedo existir", fue su forma de corregir a Descartes. Y recuerda que «cuarenta y tantos años después, aún lamentaba la muerte de amigos judíos a manos de los nazis, como si hubiera ocurrido ayer». Bloom compara también largamente a Beckett con su compatriota Joyce: «Conviene siempre recordar que Beckett más que compartía la aversión de Joyce por el cristianismo y por Irlanda. Los dos escogieron París y el ateísmo». El propio Beckett manifestó sobre el particular: «Yo no tengo sentimiento religioso alguno. En cierta ocasión experimenté una emoción religiosa. Fue cuando mi primera comunión. Luego, nada. Mi madre era profundamente religiosa; mi hermano, moderadamente; mi padre, en absoluto. Mi familia era protestante; mas para mí era una cosa aburrida, algo de lo que me he desentendido».
Beckett, sigue Bloom, explicaba el porqué de que Irlanda produjera tantos importantes escritores modernos: «A un país tan sodomizado por los ingleses y los curas no le quedaba otro remedio que cantar». Los modelos principales de Esperando a Godot y otras obras serían el vodevil, el circo, el mimo, el music hall, el cine mudo y la farsa, tanto antigua como moderna. En cuanto a su concepto profundo del drama, afirma Bloom que desde el principio «la actitud de Beckett consiste en asomarse desde los actores al público, y nunca a la inversa».
Aunque parece respetar los deseos de Beckett sobre la exégesis de su obra (aborrecía la interpretación y a los intérpretes, y no solo de sus propios textos; las cosas no eran señales, no eran símbolos), pueden sorprender las palabras sobre el autor a cargo de la profesora Antonia Rodríguez-Gago, traductora de Los días felices: «Beckett no ha escrito ni una línea "oscura" en su vida; las dificultades que, sin duda, presentan sus obras radican esencialmente en su originalidad formal, en el hecho de que no se pueden clasificar ni incluir con facilidad dentro de ningún sistema, teoría o movimiento literario y por tanto exigen del lector/espectador una actitud de concentración especial, una aproximación abierta sin prejuicios (como lo exige cualquier obra de arte original)».
Klaus Birkenhauer manifestó al respecto: «¿Comprendemos exactamente lo que el escritor [Beckett] ha querido decir? Evidentemente no, pues de otra manera no se daría la abundancia de interpretaciones contradictorias de Beckett de que hoy somos testigos, todas las cuales se apoyan en textos concretos de cualquiera de las obras. ¿Quién es, por ejemplo, ese Godot al que los vagabundos Vladimiro y Estragón esperan sin perder el ánimo? [...] Sobre esta cuestión se ha ido formando un gran número de estudios que se han designado muy acertadamente con el hombre de "godotología"».
Acaso tampoco agradarían al autor los comentarios sobre su obra por parte de De Riquer y Valverde, ya que ambos opinan que su humor negro tiene «evidentes resonancias metafísicas» en Godot, mientras que Los días felices y Final de partida «son trágicas alegorías de búsqueda imposible, espera angustiosa y absurdo vital».
Rescata Rodríguez-Gago asimismo un juicio del propio Beckett sobre su tan traído y llevado pesimismo:

Si pesimismo es un juicio en el sentido de que el mal sobrepasa al bien, no se me puede acusar de pesimista, ya que no tengo ni deseos ni competencia para juzgar. Simplemente he encontrado más de lo uno que de lo otro.
Carta a Tom Bishop, 1978

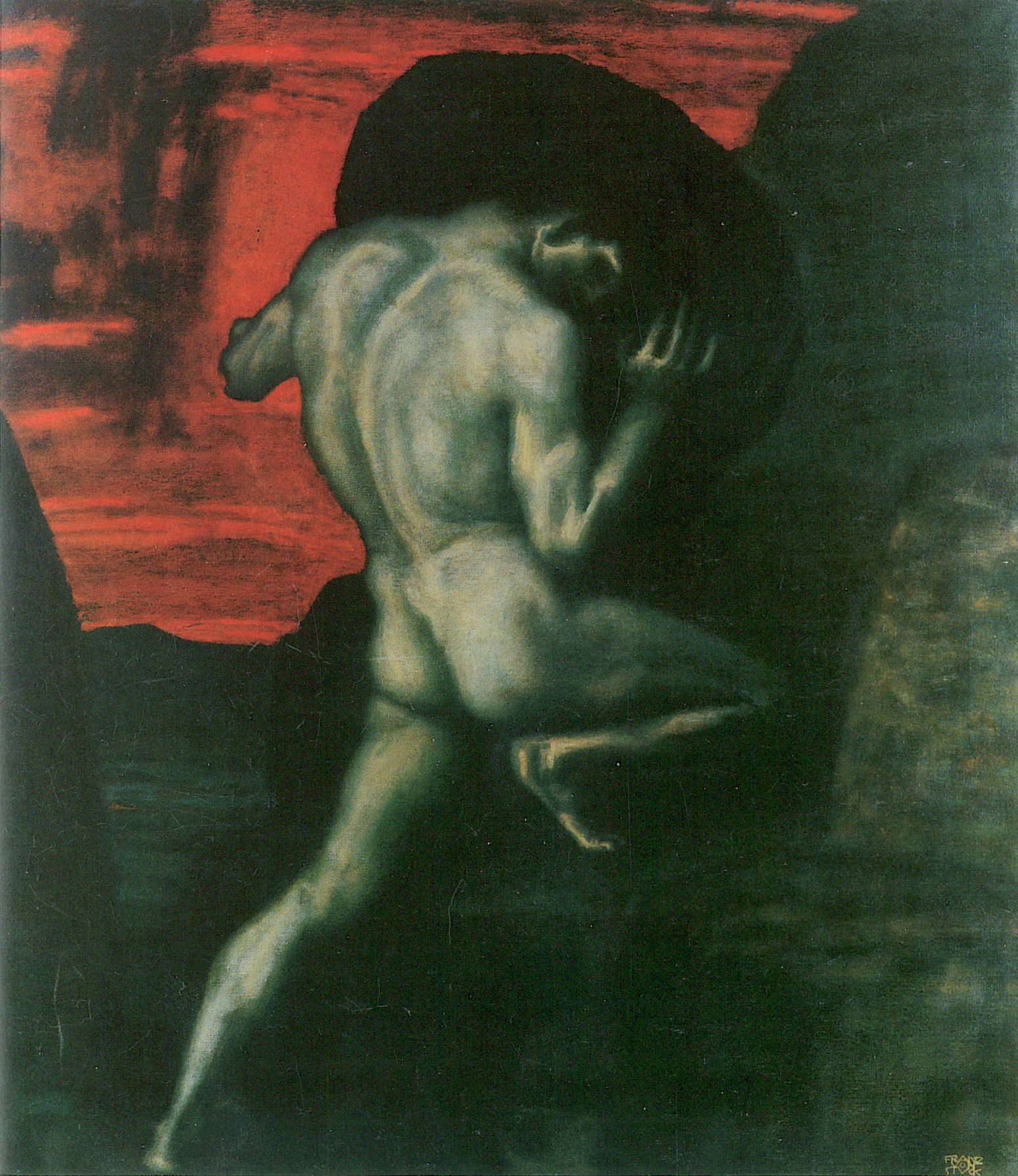
Sísifo en el Averno, por Franz von Stuck.

El director teatral Peter Brook anotó en un comentario sobre Final de partida: «Las piezas de Beckett tienen algunas de las características de los carros blindados y de los tontos: aunque se dispare contra ellos y se les tiren tartas de crema siguen su camino impertérritos. Aparte de otras ventajas sorprendentes, son inmunes contra los críticos. Beckett siempre molesta a la gente por su honestidad. Fabrica objetos. Nos los presenta. Lo que presenta es terrible. Por ser terrible, también es cómico. Demuestra que no hay escapatoria, y esto produce desasosiego, porque, efectivamente, no hay escapatoria. [...] Nuestra ansia constante de optimismo es nuestra peor excusa». Por otra parte, Brook, en su estudio sobre el teatro The Empty Space, afirma que si opinas que Beckett es "pesimista", entonces es que te has convertido en uno de sus personajes, dejándote atrapar en una de sus obras; Beckett no decía “no” porque quisiera sino porque lo que buscaba en realidad era el “sí”.
Algunas interpretaciones sostienen que el pesimismo de Beckett no apunta a la condición humana en sí misma, sino a una estructura cultural y social determinada, aquella que impone normas ridículas al hombre, quien, de otro modo, recuperaría su visión optimista de las cosas. Sería ese optimismo, pues, inherente a la condición humana, lo que se halla en tensión con el mundo opresivo que le rodea. Para estos lectores, el toque de humor tan particular que Beckett añade a su tenebroso retrato de la abulia, el absurdo y la sordidez humanos, no puede demostrar más que para él, pese a su dureza, el esfuerzo en la vida debe tener algún sentido, lo mismo que parece tenerlo para el Sísifo de Camus, cada vez que alcanza la cumbre de la montaña.

## Citas célebres
Traducidas libremente a partir de las originales en inglés.
- Uno de los dos ladrones se salvó. Es un porcentaje razonable.
- Todos nacemos locos. Algunos continúan así siempre.
- No existe pasión más poderosa que la pasión por la pereza.
- En la Universidad de Dublín está la crema de Irlanda: ricos y brutos.
- Da igual. Prueba otra vez. Fracasa otra vez. Fracasa mejor.
- Cada palabra es como una innecesaria mancha en el silencio y en la nada.
- La palabra es todo lo que tenemos.

Traducida libremente a partir de la original en inglés.
- El infierno debe ser como recordar los buenos momentos cuando deseábamos estar muertos.

## Obras
Escritor bilingüe; a partir de 1951-52, escribe en francés, y a veces en inglés; generalmente traducía la obra al otro idioma, adaptándola. Escribió novelas, piezas teatrales, estudios y críticas, así como textos varios para radio, televisión y cine.

### Teatro
- Eleutheria (escrita en 1947; publicada en 1995)
- Esperando a Godot (1952)
- Acto sin palabras (en inglés Act Without Words, 1956)
- Final de partida (1957)
- La última cinta (Krapp's last tape, fue escrita en inglés y adaptada por Beckett al francés como La dernière bande, 1958)
- Rough for Theatre I (finales de la década de 1950)
- Rough for Theatre II (finales de la década de 1950)
- Los días felices (Happy days fue escrita en inglés y luego traducida al francés por Beckett como Oh les beaux jours, 1960)
- Play (1963)
- Come and Go (1965)
- Breath (estreno, 1969)
- Not I (1972)
- That Time (1975)
- Footfalls (1975)
- A Piece of Monologue (1980)
- Rockaby (1981)
- Ohio Impromptu (1981)
- Catastrophe (dedicada a Václav Havel, 1982)
- What Where (1983)

### Narración
Novelas
- Dream of Fair to Middling Women (1932; publicada en 1992)
- Murphy (en inglés, 1938)
- Watt (1945, en inglés, publicada en 1953)
- Mercier and Camier (1946, en inglés; publicada 1974)
- Molloy (1951)
- Malone muere (1951)
- El Innombrable (1953)
- Cómo es (experimento literario radical, 1961)

Novela corta
- The Expelled (1946)
- The Calmative (1946)
- The End (1946)
- The Lost Ones (1971)
- Compañía (1979)
- Ill Seen Ill Said (1981)
- Worstward Ho (1984)

Cuento
- More Pricks Than Kicks (1934)
- Stories and Texts for Nothing (1954)
- Primer amor (sketch de cine cómico mudo, 1973)
- Fizzles (1976)
- Stirrings Still (1988)

### Poesía
- Whoroscope (1930)
- Echo's Bones and other Precipitates (1935)
- Collected Poems in English (1961)
- Collected Poems in English and French (1977)
- What is the Word (1989)

### Ensayos, coloquios
- Proust (1931)
- Three Dialogues (con Georges Duthuit y Jacques Putnam) (1958)
- Disjecta (1983)

### Traducciones
(Además de gran parte de su propia obra)
- Negro: an Anthology (Nancy Cunard, editora (1934)
- Anna Livia Plurabelle (de James Joyce, traducción al francés por Beckett y otros) (1931)
- Anthology of Mexican Poems (Octavio Paz, editor) (1958)
- The Old Tune (Robert Pinget) (1963)
- What Is Surrealism?: Selected Essays (André Breton)

### Radio
- All That Fall (1956)
- From an Abandoned Work (1957)
- Pavesas (Embers, fue escrita en inglés, versión francesa por Robert Pinget y el propio Beckett, titulada:  Cendres, 1959)
- Rough for Radio I (1961)
- Rough for Radio II (1961)
- Words and Music (1961)
- Cascando (1962)

### Filmografía
Cine
- Film 1964, (rodada por Alan Schneider, cuyo actor principal es Buster Keaton)

Televisión
- Eh Joe (pieza escrita para la BBC y presentada en 1966, se ha representado también en teatro)
- Ghost Trio (1975)
- ... but the clouds... (1976)
- Quad (1981)
- Nacht und Träume (1982)

## Ediciones de Beckett en castellano
- Molloy (Sur, 1961) (Alianza, Pedro Gimferrer, 1970) (Ediciones Godot,2020)
- El Innombrable (Alianza, 1971)
- Detritus (Tusquets, 1978)
- Residua (Tusquets, 1981)
- Textos para nada (Tusquets, 1983)
- Primer amor (Tusquets, 1984)
- Sin - El despoblador (Tusquets, 1984)
- Fin de partida (Tusquets, 1986)
- Pavesas (obras breves de teatro, TV y radio - Tusquets, 1987)
- Relatos (Tusquets, 1987). Contiene: El expulsado, El calmante y El final. Primera edición febrero, 1970. Colección Cuadernos Marginales.
- Esperando a Godot (Tusquets, 1988)
- Mercier y Camier (Lumen, 1989)
- Manchas en el silencio (Tusquets, 1990)
- Murphy (Lumen, 1990)
- Belacqua en Dublín (Lumen, 1991)
- Cómo es (Debate, 1991) (Mortiz, José Emilio Pacheco y Mario Vargas Llosa, 1966)
- Watt (Lumen, 1994)
- Molloy (Altaya, 1995)
- Los días felices (Altaya, 1996; Cátedra, 1989)
- Eleutheria (Tusquets, 1996)
- Quiebros y poemas (Ardora, 1998)
- Compañía (Anagrama, 1999)
- Film (Tusquets, 2001)
- Rumbo a peor (Lumen, 2001)
- Malone muere (Alianza, 2002) (Ediciones Godot, 2020)
- A vueltas quietas (La Uña Rota, 2004)
- Deseos del hombre - Carta alemana (La Uña Rota, 2004)
- Teatro reunido (Eleutheria - Esperando a Godot - Fin de partida - Pavesas - Film, Tusquets, 2006)
- La capital de las ruinas - F-- (La Uña Rota, 2007)
- Obra poética completa (Hiperión, 2007)
- Disjecta (Arena Libros, 2009)
- Primer amor (Lleonard Muntaner, 2010)
- Sueño con mujeres que ni fu ni fa (Tusquets, 2011)
- Proust (Tusquets, 2013)
- Mercier y Camier (Confluencias, 2013)
- El innombrable (Ediciones Godot, 2017)

### Impresa